# Mount Wellington (Neuseeland)
Mount Wellington (Māori: Maungarei) ist ein Vulkan des Auckland Volcanic Field in der gleichnamigen Vorstadt der Stadt Auckland auf der Nordinsel Neuseelands. Er befindet sich etwa 10 Kilometer südöstlich des Stadtzentrums.
Der 135 m hohe Vulkan ist der jüngste Vulkan des Aucklandfeldes auf dem Festland und zweitjüngste des Aucklandfeldes. Er ist der volumenmäßig größte der Schlackenkegel in Auckland, jedoch niedriger als der Maungawhau / Mount Eden.
Seine Aktivitätsphase lag vor etwa 9000 Jahren. Da die Vulkane des Aucklandfeldes dazu neigen, nach dem Ende einmaliger Aktivität nicht erneut auszubrechen, geht man davon aus, dass auch der Mt. Wellington wahrscheinlich erloschen ist.
Der Berg besteht aus einer Basis aus Tuff früherer Eruptionen, die von Schlacke und Lava überdeckt wurde.
Der Hauptkegel wurde von drei Hauptschloten gebildet, weitere Schlote brachten Lavaströme hervor, die sich fast 6 km weit in Richtung Manukau Harbour erstrecken.
Der Vulkan hat 160 Mio. m³ Lava und 9,2 Mio. m³ Asche und Tuff ausgestoßen.
Der Berg wurde von frühen Siedlern nach Arthur Wellesley, 1. Duke of Wellington benannt. Die Māori nutzen den Berg mehrere Jahrhunderte für ein Pā (befestigtes Dorf). Sie nannten ihn Maunga-a-Reipae („wachsamer Berg“ oder „Berg der Reipae“, einer Ahnherrin der Tainui).

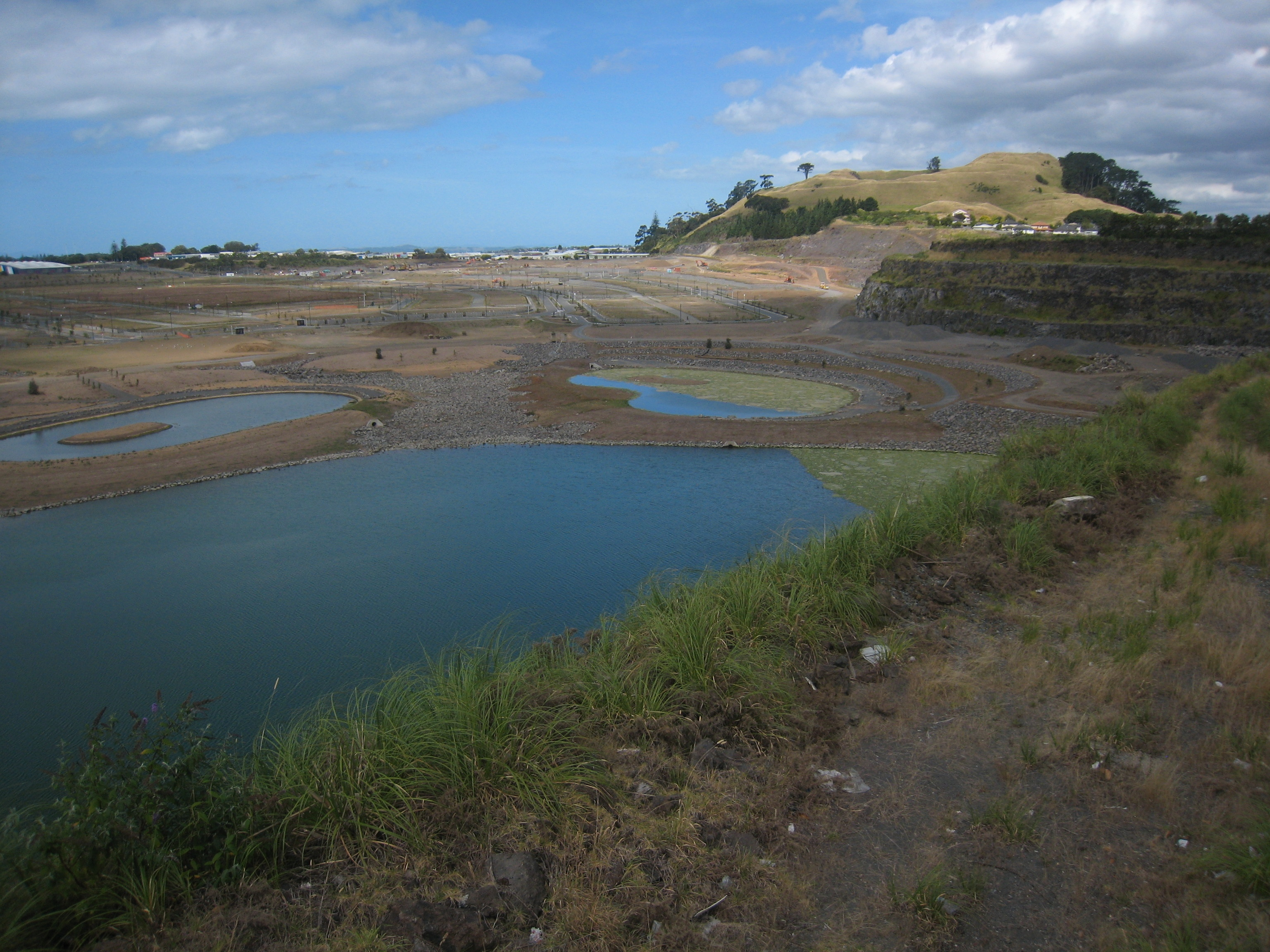
Mount Wellington hinter dem ehemaligen Steinbruch

## Nutzung
Ein großer Teil der Lavaströme um den Berg wurde zur Gewinnung von industriellen Granulaten abgebaut. Der Lunn Ave-Steinbruch nordwestlich des Gipfels war der größte Schotterbruch, er lieferte im Jahre 1988 fast 7 % von Neuseelands Zuschlagstoffen im Straßenbau. Der Steinbruch wurde geschlossen und wird für Wohnbebauung erschlossen.
Sickerwasser des Vulkans wird im 5 km entfernten Penrose als Brauchwasser zu industriellen Zwecken gesammelt.